# Jacopo Pirona
Jacopo Pirona (Dignan, 22 de novembre de 1789 - Udine, 4 de gener de 1870) fou un religiós, mestre i escriptor friülà. Fou mestre al liceu d'Udine, va escriure en llatí i en italià, però és més conegut perquè, amb el seu nebot Giulio Andrea Pirona, va compondre un Vocabolario friulano (1871), així com un recull de contes que no fou publicat fins al 1935.